# Griseliniaceae
Classification APG III (2009)
Famille
Les Griseliniaceae (ou Griseliniacées) sont une famille de plantes à fleurs dicotylédones de l'ordre des Apiales. Ce sont des petits arbres ou des arbustes grimpants, parfois épiphytes, des régions tempérées de l'hémisphère sud, originaires de Nouvelle-Zélande et du sud de l'Amérique du Sud.
En classification phylogénétique APG II (2003), elle compte six ou sept espèces du genre Griselinia.
En classification classique de Cronquist (1981), cette famille n'existe pas; le genre Griselinia est inclus en famille Cornaceae.

## Étymologie
Le nom vient du genre-type Griselinia nommé en mémoire de Fransesco Griselini (1717-1787), un botaniste italien.

## Liste des genres
Selon Angiosperm Phylogeny Website (12 Jul 2010), NCBI (12 Jul 2010) et DELTA Angio (12 Jul 2010) :
- genre Griselinia J.R.Forst. & G.Forst.

## Liste des espèces
Selon NCBI (12 Jul 2010) :
- genre Griselinia
  - Griselinia carlomunozii
  - Griselinia jodinifolia
  - Griselinia littoralis
  - Griselinia lucida
  - Griselinia racemosa
  - Griselinia ruscifolia
  - Griselinia scandens